# Bussière-Poitevine
Bussière-Poitevine ist eine Ortschaft und eine ehemalige französische Gemeinde mit 866 Einwohnern (Stand 1. Januar 2022) im Département Haute-Vienne in der Region Nouvelle-Aquitaine. Sie gehörte zum Arrondissement Bellac und zum Kanton Bellac.
Mit Wirkung vom 1. Januar 2019 wurde Bussière-Poitevine mit Thiat, Saint-Barbant und Darnac zur Commune nouvelle Val-d’Oire-et-Gartempe zusammengeschlossen und hat seither in der neuen Gemeinde den Status einer Commune déléguée.

## Lage
Sie grenzte im Norden an Lathus-Saint-Rémy, im Nordosten an Thiat, im Osten an Darnac, im Südosten an Saint-Sornin-la-Marche, im Süden an Saint-Bonnet-de-Bellac, im Südwesten an Saint-Barbant und im Nordwesten an Adriers.

## Geschichte
Während der Französischen Revolution hieß die Ortschaft „Bussière-l’Égalité“.

### Bevölkerungsentwicklung
| Jahr      | 1962 | 1968 | 1975 | 1982 | 1990 | 1999 | 2008 | 2013 |
| --------- | ---- | ---- | ---- | ---- | ---- | ---- | ---- | ---- |
| Einwohner | 1429 | 1330 | 1160 | 1120 | 1019 | 960  | 948  | 890  |

## Sehenswürdigkeiten
- Kirche Saint-Maurice, Monument historique

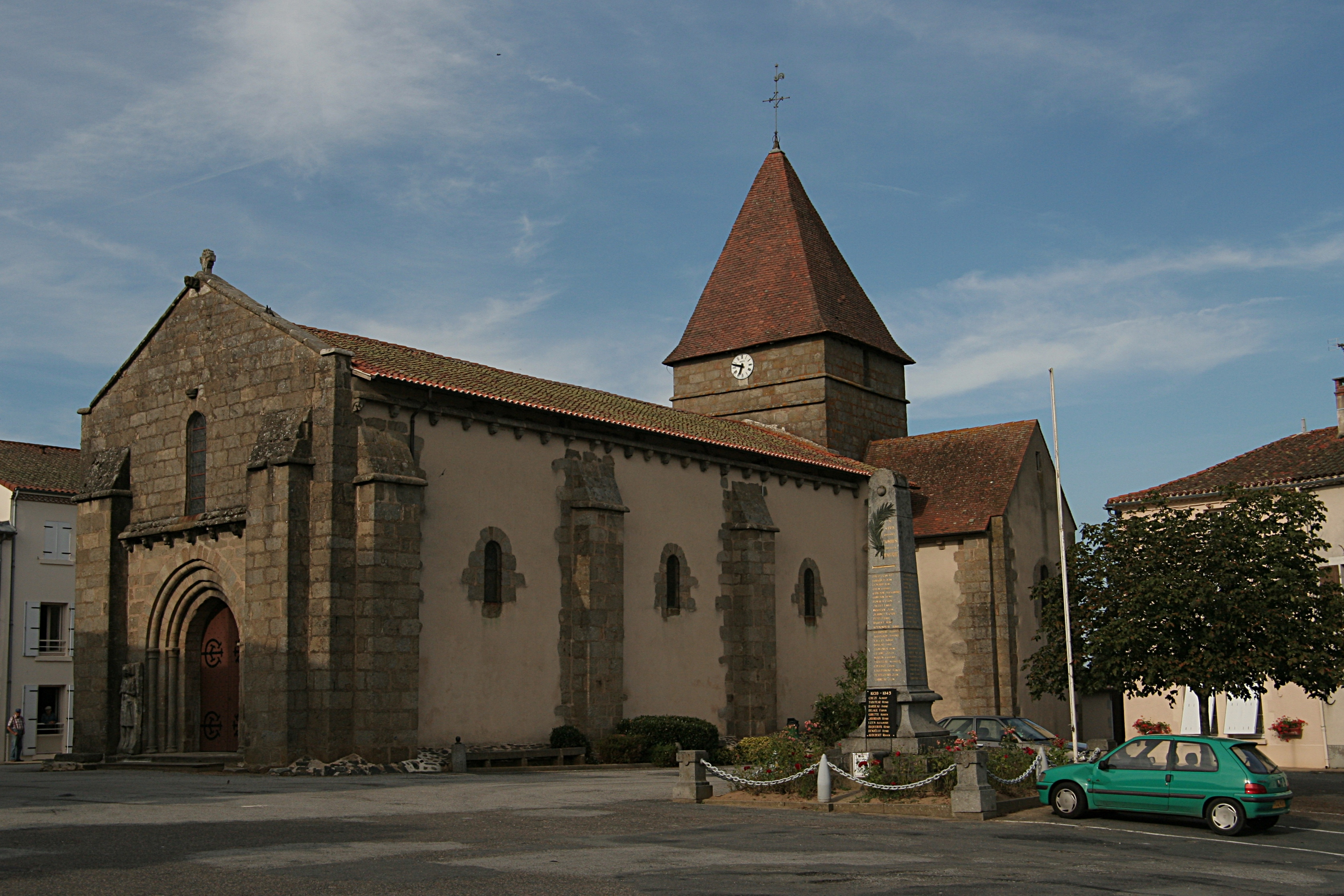
Kirche Saint-Maurice